# 월트 디즈니 스튜디오 (버뱅크)

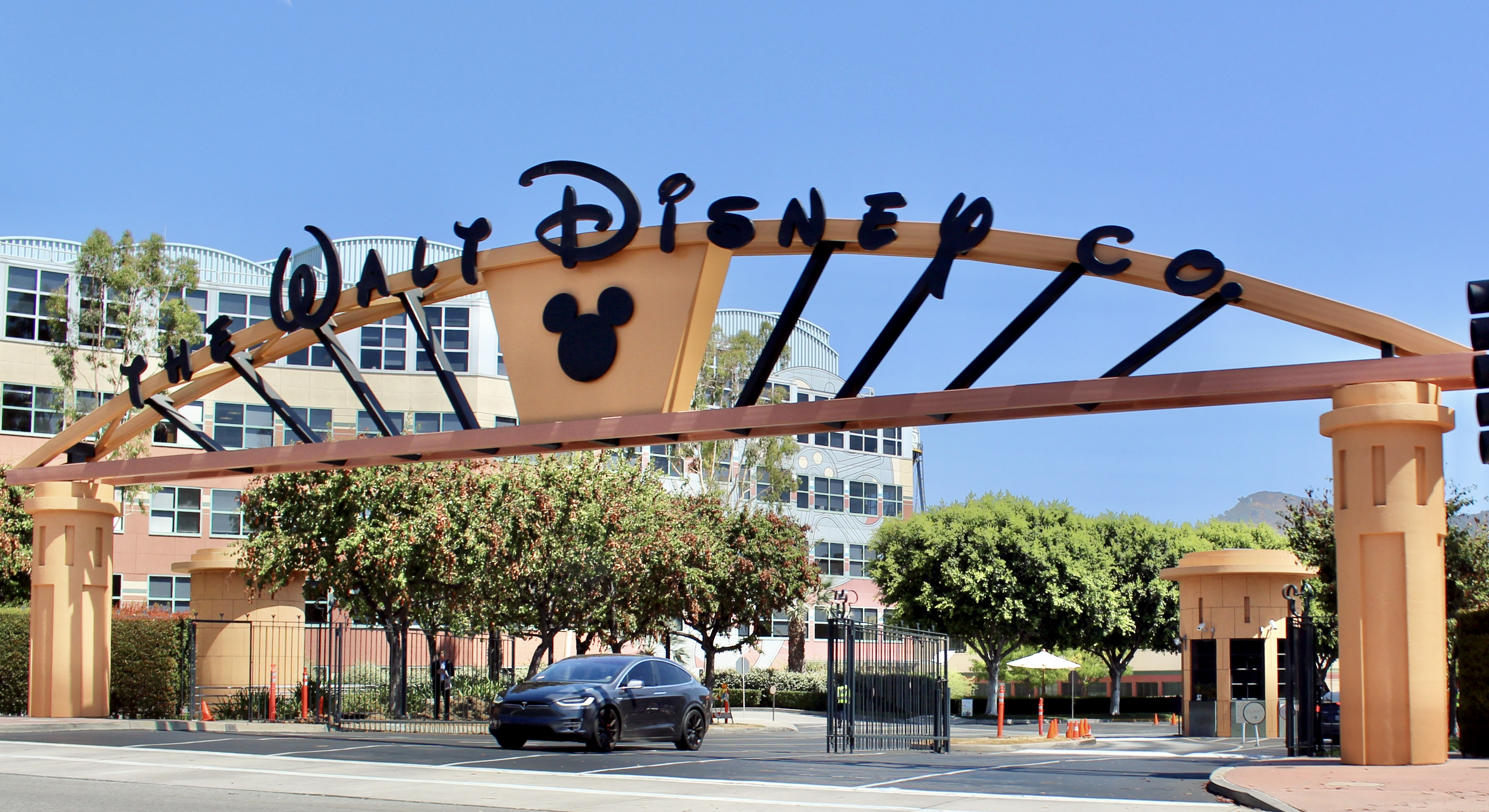
월트 디즈니 스튜디오 입구

월트 디즈니 스튜디오(Walt Disney Studios)는 미국 캘리포니아주 버뱅크에 있는 월트 디즈니 컴퍼니의 영화 촬영지이다.

## 시설

### 디즈니 레전즈 플라자
디즈니 레전즈 플라자는 팀 디즈니 - 마이클 D. 아이즈너 빌딩과 프랭크 G. 웰스 빌딩 사이에 위치한다.

### 프랭크 G. 웰스 빌딩

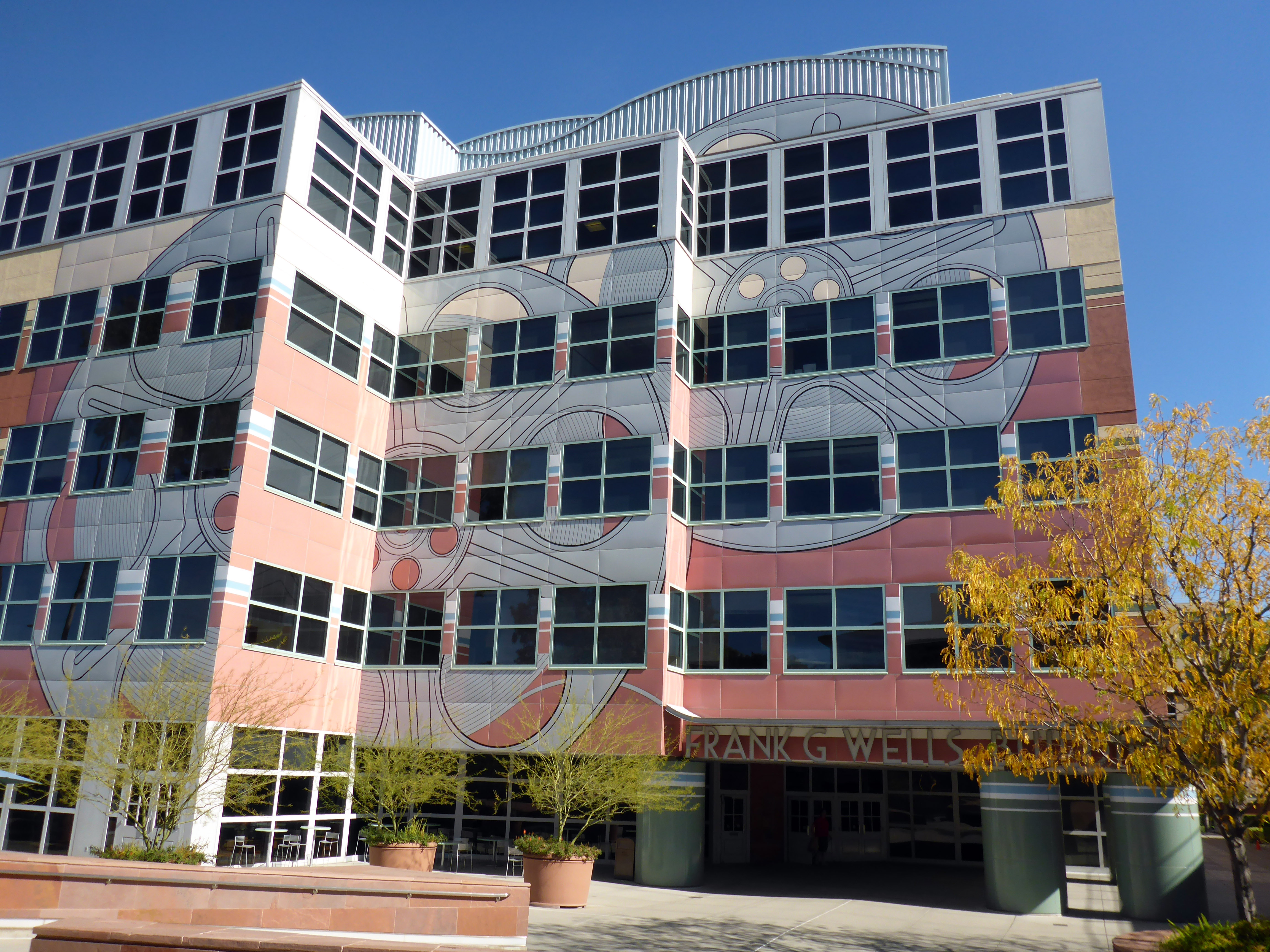
프랭크 G. 웰스 빌딩

프랭크 G. 웰스 빌딩은 1984년부터 1994년까지 월트 디즈니 컴퍼니의 회장이였던 프랭크 G. 웰스를 기념하기 위해 이름이 지어졌다.